# Кре-ан-Бельдонн
Кре-ан-Бельдонн (фр. Crêts en Belledonne) — муніципалітет у Франції, у регіоні Овернь-Рона-Альпи, департамент Ізер. Кре-ан-Бельдонн утворено 1 січня 2016 року шляхом злиття муніципалітетів Моретель-де-Май i Сен-П'єрр-д'Аллевар. Адміністративним центром муніципалітету є Сен-П'єрр-д'Аллевар. Населення — 3389 осіб (01.01.2021).